# Jo Decaluwe
Jo Decaluwe (Petegem-aan-de-Leie, 25 mei 1942 - 1 december 2021) was een Vlaams acteur en theaterdirecteur. Hij overleed na een ziekte.

## Artistieke loopbaan
Zijn bekendste rol was die van Fred, de Rooie in Wij, Heren van Zichem. Hij speelde gastrollen in Heterdaad (procureur), Thuis (advocaat Beens), Recht op Recht (dokter), Spoed (dokter Smeekens, priester), Sedes & Belli (Robert Verstappen), Flikken (Urbain De Lepelaere), Verschoten & Zoon (Meneer De Groot), Witse (Hauspie), Rupel (Norbert Haack), Emma (bankdirecteur), Zone Stad (Herman Claeys)en Deman (voorzitter Hof van assisen). Hij speelde twee gastrollen in F.C. De Kampioenen, één in 2004 en één in 2006 als notaris Dubois.
Jo Decaluwe was voornamelijk actief in het theater. Als acteur was hij onder andere te zien in "Och Hiere God Toch", "Typen" en "De Raadsheeren van Nevele", gebaseerd op verhalen van de Vlaamse roman- en toneelschrijver Cyriel Buysse, maar ook met Vincent van Gogh (naar diens correspondentie). In 2007 speelde hij samen met Katrien Delbaere Ik kus je in gedachten. Met Tine Ruysschaert speelde hij Liefdesbrieven van de Amerikaan A.R. Gurney en vanaf december 2007 Mijn kleine oorlog van Louis Paul Boon. Hij speelde in Vlaanderen en Nederland, Namibië en Zuid-Afrika, maar ook in Moskou, Parijs, Rome en andere internationale locaties.
In 1968, na zijn studies als regisseur en acteur aan het RITCS, nam Decaluwé samen met Jean-Pierre De Decker de artistieke leiding van ARCA-theater in Gent over. Na 34 jaar gaf hij de fakkel door aan jongeren in het Publiekstheater (NTGent).
Tot aan zijn dood leidde Decaluwe het Theater Tinnenpot in Gent (zeven zalen). Hij was ook ere-docent aan het RITCS-Erasmushogeschool Brussel.
Hij was een van de auteurs van het in februari 2008 verschenen manifest van de Gravensteengroep.
Hij was een broer van Lieven Decaluwe, schepen van Gent, en Geert Decaluwe, gemeenteraadslid van Deinze.

## Politieke activiteit
Bij de gemeenteraadsverkiezingen van 2012 stond Decaluwe op de Gentse CD&V-lijst. Hij duwde ook de Oost-Vlaamse provincielijst. Ook in 2000 stond Decaluwe op de provincielijst.
- Digitale Bibliotheek voor de Nederlandse Letteren: deca011
- MusicBrainz: e9b3dc2b-6db3-4fcd-9eb1-c43f15e6fa10